# 杜克教堂
杜克教堂（英語：Duke Chapel）位于美国北卡罗莱那州德罕市的杜克大学校园中心，是一普世教会教堂。从1930年至1935年建成，耗资二百三十万美元。教堂是由美国最早的著名非裔建筑师朱利安·阿倍勒所设计的。可以容纳约1600人。教堂高210英尺，为德罕郡的最高建筑物之一。教堂采用的是新哥特式建筑，有英国风格。教堂有一50钟的排钟楼，三座管风琴，其中一座有5033根音管，另一座6900根音管。。
教堂坐立于校园中心，西校区的最高点。建造工程于1925年开始，然而第一块基石至早于1930年10月22日落下，至1935年建成。教堂是西校区诸多老建筑中最后建成的。1932年，教堂首次用于毕业典礼。直到1935年6月2日，结构装饰工作完成，而现在的花窗玻璃等装潢完成时间更迟一些。
截至2015年教堂的主管是Luke Powery。在为期一年，耗资1920万美元的修复工程后，教堂重新开放。
教堂前草坪立有詹姆斯·B·杜克的塑像。教堂外有记录在美国曾参与战争中牺牲，以及于国内任务中殉职军人校友的名字的纪念碑。

## 外部

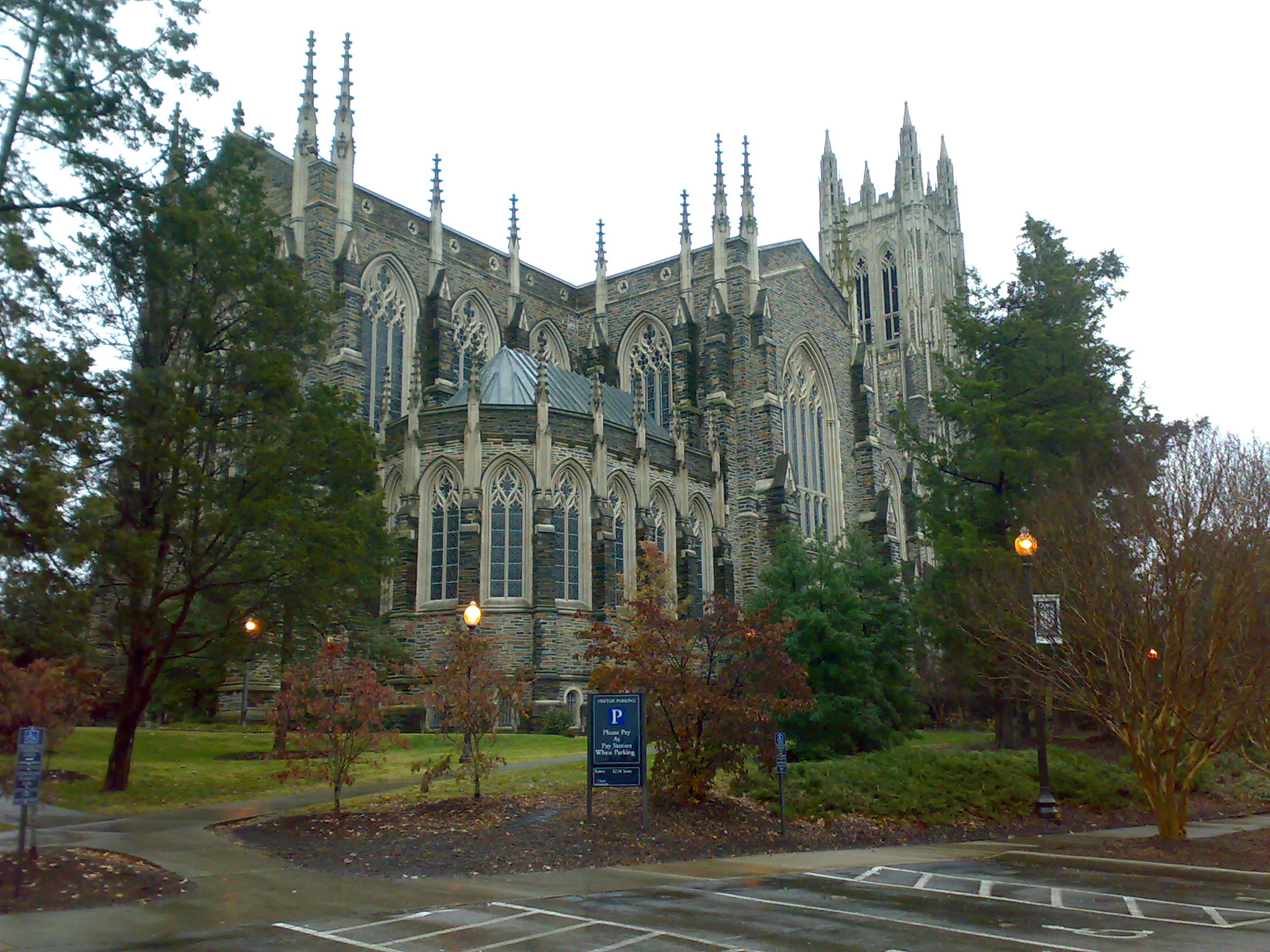
从后侧看教堂

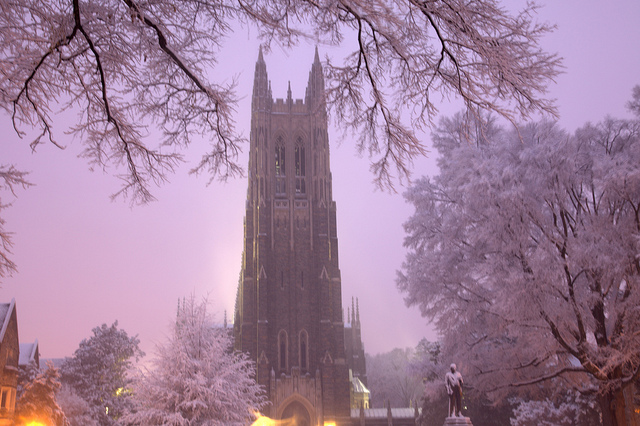
清晨时的教堂

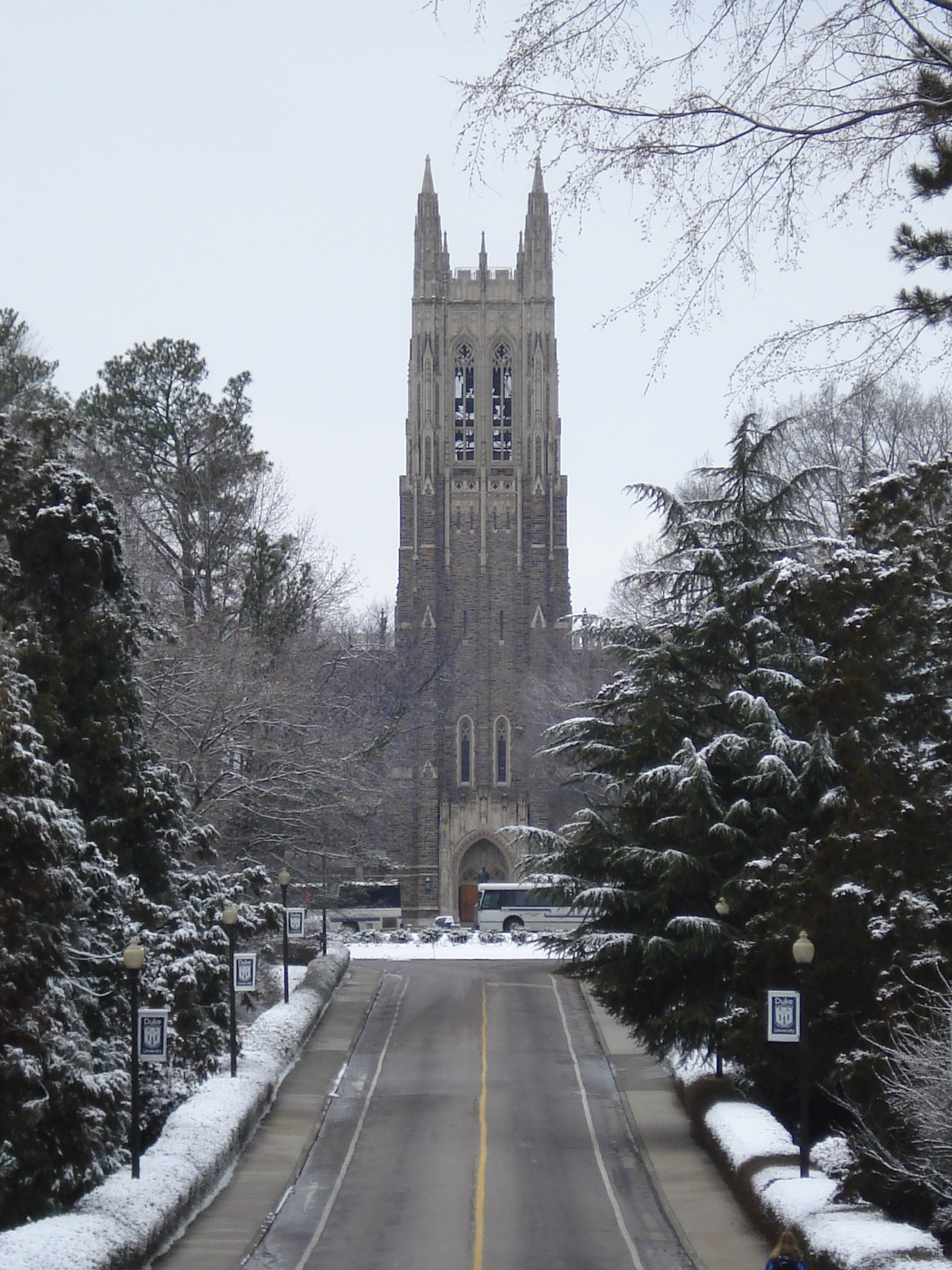
冬季的杜克教堂

### 入口
教堂入口镶嵌有十个人物雕像，取材自基督教新教历史、循道宗和美国南方史上的著名人物。大门外拱上雕刻的人物分别是：中间的法蘭西斯·亞斯理，左边的托马斯·可克和右边的喬治·懷特腓，为循道宗在美国早期传播的代表人物。入口两侧的左边石墙上的雕刻分别是薩佛納羅拉、馬丁·路德和約翰·威克里夫，为新教早期历史人物；右边石墙上分别是托马斯·杰斐逊、罗伯特·李将军和西德尼·拉尼尔。后者是美国南方诗人。循道宗创始人約翰·衛斯理的雕像位于内拱顶正上方。
李将军的雕刻有一个细节，意大利雕刻师在皮带扣上刻着“美国” 且被部分凿开，但仍然可见（因为李将军效忠于南部的联盟国）。

### 钟楼
杜克教堂的钟楼以坎特伯雷大教堂的中央塔楼为原型，高210英尺（64），宽38英尺（12）的方形结构。塔楼与教堂其它建筑的石材来自北卡罗莱纳州希尔斯伯勒附近的杜克采石场，而顶部装饰用石灰石采自印第安纳州贝德福德。内有五十口的钟琴，为学校基金会捐赠。最沉的G本音重11,200磅（5.1公噸），最轻的重10.5磅（4.8）。钟楼有电梯和盘梯相通，但不对外开放，仅在入学和毕业季对学生预约开放。

## 内部

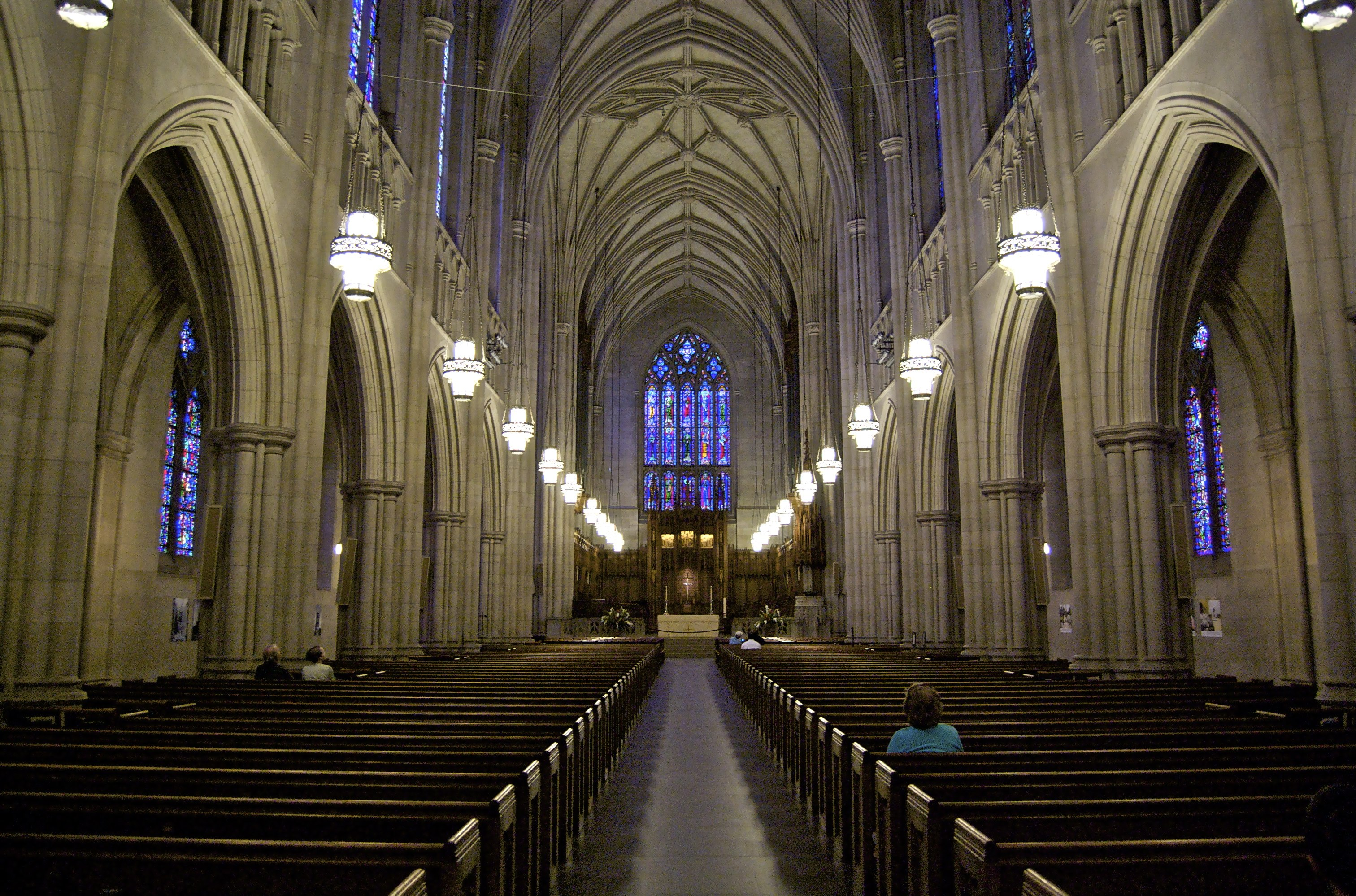
杜克教堂内部

与众多基督教堂一样，杜克教堂内部是十字形的。中殿长291英尺（89），宽63英尺（19），高73英尺（22）。在1976年，中殿的墙壁和拱顶覆盖上古斯塔维诺瓦，以增强管风琴的混响。教堂还设有纪念殿和墓穴。

### 花窗玻璃
77扇花窗玻璃的设计历时三年，15位艺术家和工匠参与其中。百叶窗需要用数以万计大小厚度3~5mm的玻璃组装。这些玻璃从英国，法国及比利时进口。最大的一块窗户宽17.5英尺（5.3），高38英尺（12），最小的只有14x20英寸。花窗玻璃彩绘取材于圣经，一共有800到900个人物，301个大于等身。中殿和高坛的上天窗描绘的是旧约中的场景，而沿着过道较小的窗户则取自新约。圣餐台和两个耳堂的大窗则融合了旧约和新约。前厅窗户描绘的是旧约中的女性，两个入口小厅琥珀色玻璃上用黑色描绘了耶稣生平的六幅场景。纪念殿的窗户为银染的灰色单色画玻璃，墓穴中的是铅栅紫色玻璃。

### 高坛
杜克教堂高坛包含圣餐台、唱诗班阶台、讲道坛和诵经台。犹太人列祖、使徒、圣人和其他宗教人物雕刻在椴木和橡木制唱诗班阶台，以及圣餐台背后的装饰墙上。高坛的南北墙刻有耶稣受难的场景。

### 管风琴
杜克教堂拥有三座建造风格各不相同的大型管风琴，用于宗教仪式、典礼、演奏会和教学。三座管风琴分别为建于1932年的Kathleen McClendon Organ，1976年的Benjamin N. Duke Memorial Organ和1997年的Brombaugh Organ。此外，还有一便携的盒式管风琴归教堂和小型社团组织使用。